# Puckatholetchin Indian Reserve 11
Puckatholetchin Indian Reserve 11 är ett reservat i Kanada.   Det ligger i provinsen British Columbia, i den södra delen av landet, 3 400 km väster om huvudstaden Ottawa.
I omgivningarna runt Puckatholetchin Indian Reserve 11 växer i huvudsak barrskog. Trakten runt Puckatholetchin Indian Reserve 11 är nära nog obefolkad, med mindre än två invånare per kvadratkilometer.